# 林時潤
林時潤（1430年—？），字德温，福建福州府長樂縣人，民籍，明朝政治人物、進士出身。

## 生平
成化七年（1471年），福建辛卯科福建乡试第十四名舉人。成化十四年，登戊戌科會試第九十四名，三甲進士，官至宁波府教授。

## 家族
曾祖林佑鈇；祖父林福缘；父林孟明。母詹氏。永感下。兄時濟。娶張氏。